# Scipione Giuseppe Castelbarco

Stemma araldico della famiglia Castelbarco presso il transetto meridionale della cattedrale di Trento.

Scipione Giuseppe Castelbarco (1665 – 16 giugno 1731) è stato un diplomatico italiano, al servizio del Sacro Romano Impero.

## Biografia
Figlio di Francesco Castelbarco e della nobile austriaca Claudia Dorotea von Lodron, il conte Scipione Giuseppe sposò nel 1696 Costanza Visconti, figlia del conte Cesare III Visconti. Il matrimonio spostò significativamente gli interessi della dinastia trentina dei Castelbarco verso la Lombardia.
Nel 1703, nel contesto delle operazioni militari della Guerra di Successione Spagnola, i possedimenti trentini dei Castelbarco, tra cui anche il palazzo dinastico di Loppio, vennero devastati dalle truppe francesi di Vendôme. Il 20 maggio 1707, Scipione Giuseppe ottenne dalla divisione dei beni del padre la giurisdizione di Gresta, il lago di Sant'Andrea, Loppio ed i beni di Arco, Calavino e Cavedine. A partire dal 1715, s'impegnò nella ristrutturazione del palazzo dinastico.
Bisognoso di alleanze in una Milano da poco passata sotto il dominio austriaco (v. Trattato di Utrecht), Scipione Castelbarco risolse di legarsi ai Simonetta, famiglia nobile oriunda della Calabria insediatasi da tre secoli nel territorio milanese con ottimi agganci politici. Teresa Castelbarco (...-1786), figlia di Scipione e Costanza Visconti, venne data in sposa ad Antonio Simonetta, ciambellano degli Asburgo in Milano.
Scipione Giuseppe servì come ambasciatore di Carlo VI d'Asburgo presso il Ducato di Savoia nel 1717 e fu poi consigliere di stato per gli Asburgo nel 1726, ottenendone una retribuzione di duemila scudi.

## Discendenza
- Carlo Francesco Ercole Castelbarco (...-1734), erede del casato, sposato alla nobildonna spagnola Josefa de Silva Menezes dei Conti di Monte Santo e Marchesi di Villamor;
- Teresa Castelbarco (...-1786), sposata al conte Antonio Simonetta;
- Giuseppa Castelbarco, sposata a Costanzo d'Adda Marchese di San Giovanni di Pomesana, Conte di Sale;
- Elena Castelbarco;
- Eleonora Castelbarco, sposata a Gian Pietro Origoni.

## Ascendenza
|                                                                                        |                                    |                                             | Genitori                           |  |  | Nonni |  |  | Bisnonni                                   |  |  | Trisnonni                               |  |
|                                                                                        |                                    |                                             |                                    |  |  |       |  |  | Federico Castelbarco, III barone di Gresta |  |  | Niccolò Castelbarco, I barone di Gresta |  |
|                                                                                        |                                    |                                             |                                    |  |  |       |  |  | Federico Castelbarco, III barone di Gresta |  |  | Niccolò Castelbarco, I barone di Gresta |  |
|                                                                                        |                                    | Origa Saratico                              |                                    |  |  |       |  |  | Federico Castelbarco, III barone di Gresta |  |  |                                         |  |
| Scipione Castelbarco, VI barone di Gresta                                              |                                    |                                             |                                    |  |  |       |  |  | Federico Castelbarco, III barone di Gresta |  |  |                                         |  |
|                                                                                        |                                    | Porzia Avogadro                             | …                                  |  |  |       |  |  |                                            |  |  |                                         |  |
|                                                                                        |                                    | Porzia Avogadro                             | …                                  |  |  |       |  |  |                                            |  |  |                                         |  |
|                                                                                        |                                    | Porzia Avogadro                             | …                                  |  |  |       |  |  |                                            |  |  |                                         |  |
| Francesco Castelbarco, I conte di Castelbarco                                          |                                    | Porzia Avogadro                             |                                    |  |  |       |  |  |                                            |  |  |                                         |  |
|                                                                                        |                                    | Carlo Galvagni                              | Lodovico il Vigo Galvagni          |  |  |       |  |  |                                            |  |  |                                         |  |
|                                                                                        |                                    | Carlo Galvagni                              | Lodovico il Vigo Galvagni          |  |  |       |  |  |                                            |  |  |                                         |  |
|                                                                                        |                                    | Carlo Galvagni                              | Laura Andreasi                     |  |  |       |  |  |                                            |  |  |                                         |  |
| Laura Galvagni                                                                         |                                    | Carlo Galvagni                              |                                    |  |  |       |  |  |                                            |  |  |                                         |  |
|                                                                                        |                                    | Francesca d'Arco                            | Massimiliano d'Arco, conte d'Arco  |  |  |       |  |  |                                            |  |  |                                         |  |
|                                                                                        |                                    | Francesca d'Arco                            | Massimiliano d'Arco, conte d'Arco  |  |  |       |  |  |                                            |  |  |                                         |  |
|                                                                                        |                                    | Francesca d'Arco                            | Olimpia Guerrieri Gonzaga          |  |  |       |  |  |                                            |  |  |                                         |  |
| Scipione Giuseppe Castelbarco, III conte di Castelbarco, I marchese ex uxor di Cislago |                                    | Francesca d'Arco                            |                                    |  |  |       |  |  |                                            |  |  |                                         |  |
|                                                                                        | Nicola von Lodron, conte di Lodron | Paride von Lodron, conte di Lodron          |                                    |  |  |       |  |  |                                            |  |  |                                         |  |
|                                                                                        | Nicola von Lodron, conte di Lodron | Paride von Lodron, conte di Lodron          |                                    |  |  |       |  |  |                                            |  |  |                                         |  |
|                                                                                        | Nicola von Lodron, conte di Lodron | Barbara von Lichtenstein-Kastelcorn         |                                    |  |  |       |  |  |                                            |  |  |                                         |  |
| Cristoforo von Lodron, conte di Lodron                                                 | Nicola von Lodron, conte di Lodron |                                             |                                    |  |  |       |  |  |                                            |  |  |                                         |  |
|                                                                                        |                                    | Dorothea von Welsperg                       | Christoph von Welsperg             |  |  |       |  |  |                                            |  |  |                                         |  |
|                                                                                        |                                    | Dorothea von Welsperg                       | Christoph von Welsperg             |  |  |       |  |  |                                            |  |  |                                         |  |
|                                                                                        |                                    | Dorothea von Welsperg                       | …                                  |  |  |       |  |  |                                            |  |  |                                         |  |
| Claudia Dorotea Emerenziana von Lodron                                                 |                                    | Dorothea von Welsperg                       |                                    |  |  |       |  |  |                                            |  |  |                                         |  |
|                                                                                        |                                    | Antonio zu Spaur und Flavon, conte di Spaur | Johann Gaudenz zu Spaur und Flavon |  |  |       |  |  |                                            |  |  |                                         |  |
|                                                                                        |                                    | Antonio zu Spaur und Flavon, conte di Spaur | Johann Gaudenz zu Spaur und Flavon |  |  |       |  |  |                                            |  |  |                                         |  |
|                                                                                        |                                    | Antonio zu Spaur und Flavon, conte di Spaur | Veronika Fugger                    |  |  |       |  |  |                                            |  |  |                                         |  |
| Barbara Caterina zu Spaur und Flavon                                                   |                                    | Antonio zu Spaur und Flavon, conte di Spaur |                                    |  |  |       |  |  |                                            |  |  |                                         |  |
|                                                                                        |                                    | Emerentia von Preysing                      | Hans Peter von Preysing            |  |  |       |  |  |                                            |  |  |                                         |  |
|                                                                                        |                                    | Emerentia von Preysing                      | Hans Peter von Preysing            |  |  |       |  |  |                                            |  |  |                                         |  |
|                                                                                        |                                    | Emerentia von Preysing                      | Maria Elisabeth von Seyboltstorff  |  |  |       |  |  |                                            |  |  |                                         |  |
|                                                                                        |                                    | Emerentia von Preysing                      |                                    |  |  |       |  |  |                                            |  |  |                                         |  |